# Найко Сергій Федорович
Найко Сергій Федорович (6 серпня 1957) — баяніст, Заслужений артист Російської Федерації (1996), один з провідних фахівців баянної педагогіки, професор.

## Біографічні відомості
Народився 6 серпня 1957 року в м. Хмільник, Вінницької області. Навчався у Вінницькому музичному училищі та в Російській академії музики імені Гнесіних (Москва).
- 1979 — лауреат I Всесоюзного конкурсу баяністів у Новосибірську
- 1980 — лауреат міжнародного конкурсу в Клінгенталі (Німеччина)
- 1982 — починає роботу в Красноярській академії музики та театру (з 2018 року Сибірський державний інститут мистецтв імені Дмитра Хворостовського)
- 1997 — професор Сибірського державного інституту мистецтв імені Дмитра Хворостовського

## Фестивалі
Учасник музичних фестивалів у десятках міст, у тому числі:
- Московський фестиваль «Баян та баяністи»
- «Балтика-гармоніка» у Санкт-Петербурзі
- «Дні гармоніки у Забайкаллі» у Читі
- фестиваль нової музики у Красноярську
- вечора баянного мистецтва у Магадані, Владивостоці, Києві, Новосибірську, Улан-Уде
- концерти у Томську, Омську, Самарі, Харбіні, Пекіні

## Нагороди
- 1996 — Заслужений артист Російської Федерації
- 2004 — Медаль ордену «За заслуги перед Батьківщиною» II ступеня
- 2007 — «Срібний диск» XIX Московського міжнародного фестивалю «Баян і баяністи» (За заслуги в баянному мистецтві)